# Gend Jim
GendJim ou Gend Jim (1987-2010) est un étalon de race Akhal-Teké, offert par Saparmyrat Nyýazow, président du Turkménistan, au président de la République française François Mitterrand en mai 1993 lors d'un voyage de ce dernier. Il est ensuite confié à l'écuyer Alexandre Gros, qui le débourre et s'en occupe en lui apprenant des tours.
Il est mort le 4 février 2010, des suites d'une colique.

## Affaire du cheval de Mitterrand
Lors de son voyage au Turkménistan en 1993, François Mitterrand se voit offrir un Akhal-Teké, race rare et totalement inconnue en Europe. Cette nouvelle attire six mois plus tard l'attention de l'historien du cheval Jean-Louis Gouraud. Désireux de voir cet animal, il effectue des recherches dans les haras nationaux. Ne parvenant pas à trouver le cheval, il alerte la presse quotidienne. Le journal Libération croit parvenir, après enquête, à retrouver l'animal près de Paris dans la résidence présidentielle de Souzy-la-Briche dotée d'un terrain de quatorze hectares et dont on ignorait qu'elle était alors fréquentée régulièrement par François Mitterrand. Mais en réalité Gend Jim ne s'y trouve pas, l'étalon est stationné aux Écuries de Clairbois à Rambouillet, chez Chris Dubois. C'est là qu'Alexandre Gros et Chris Dubois entrainent quotidiennement le cheval en toute discrétion. 
Pour mettre fin au scandale médiatique « Où est passé le cheval de la République ? », le président Mitterrand demande à Alexandre Gros de présenter l'étalon à la presse, et donc de rapatrier l'animal à la caserne des Célestins à Paris pour cette occasion. Ensuite, Gend Jim retourne discrètement à Rambouillet.
Si le cheval était dissimulé, l'une des hypothèses serait qu'il était destiné à la fille, alors cachée, de François Mitterrand, Mazarine Pingeot, passionnée d'équitation, ce qui explique la discrétion du président concernant Gend Jim,,.
Ce cheval a participé à un show équestre à Houthalen en Belgique fin novembre 1994, passant une nuit au haras de La Canardière à Braine-le-Château, sous étroite surveillance.
D'après Jean-Louis Gouraud, l'affaire Gend-Jim a beaucoup contribué à la notoriété de la race Akhal-téké en France.